# Rotala wallichii
Rotala wallichii là một loài thực vật có hoa trong họ Lythraceae. Loài này được (Hook. f.) Koehne miêu tả khoa học đầu tiên năm 1881.